# Castello (Valsolda)
Castello (Castell in dialetto comasco) è una frazione del comune italiano di Valsolda.

## Storia
Castello è un piccolo centro abitato di antica origine, appartenente alla pieve di Valsolda.
In epoca medievale, l'abitato costituì un antico borgo fortificato, già coinvolto durante la guerra decennale. Il castello apparteneva alla famiglia milanese dei Confalonieri. 
Nel XIII secolo, un esponente della famiglia Confalonieri, tal Stefano, fece del castello un ricetto di catari e fu tra i mandanti dell'assassinio del frate inquisitore Pietro da Verona..
Nel 1532 si registrò la distruzione del castello, avvenuta per mano di Gian Giacomo Medici, che nel 1527 aveva messo sotto assedio la fortezza, espugnandola e occupandola.
Durante la dominazione spagnola il municipio, come tutti gli altri della valle, disponeva di poteri limitati dato che esigenze pratiche di vita comune avevano fatto sì che la gran parte delle funzioni pubbliche fosse gestita in comune dal consiglio generale della Valsolda.
In età napoleonica, anno 1805, il comune di Castello coi suoi 144 abitanti fu soppresso e aggregato al limitrofo comune di Albogasio, recuperando l'autonomia nel 1816, in seguito all'istituzione del Regno Lombardo-Veneto.
Nel 1853 aveva 213 abitanti, all'unità d'Italia nel 1861 Castello ne contava 204. Nel 1862 assunse la denominazione di Castello Valsolda.
Il comune di Castello Valsolda coi suoi 267 abitanti venne soppresso nel 1927, e fuso ai comuni di Albogasio, Cressogno, Dasio, Drano e Puria, formando il nuovo comune di Valsolda.
Castello Valsolda, ha dato i natali a diversi artisti tra il '500 e il '700. Tra i più importanti; 
- Giovanni Antonio Paracca detto il Valsoldo, (Castello Valsolda, 21 novembre 1546 – Roma, 29 ottobre 1599), è stato uno scultore italiano.
- Paolo Pagani (Castello Valsolda, 22 settembre 1655 – Milano, 5 maggio 1716) è stato un pittore italiano.
- Paolo Fontana (Castello Valsolda, 28 ottobre 1696 – Zaslavia, 17 marzo 1765) è stato un architetto italiano-voliniano, tra i principali esponenti dell'architettura barocca in Ucraina.
- Antonio Paracca (Castello Valsolda, 11 ottobre 1722) è stato un architetto italiano attivo nel nord Europa nella seconda metà del '700.
- Domenico Merlini (Castello Valsolda, 22 febbraio 1730 – Varsavia, 20 febbraio 1797) è stato un architetto italiano, attivo principalmente in Polonia nella seconda metà del '700.

## Monumenti e luoghi d'interesse

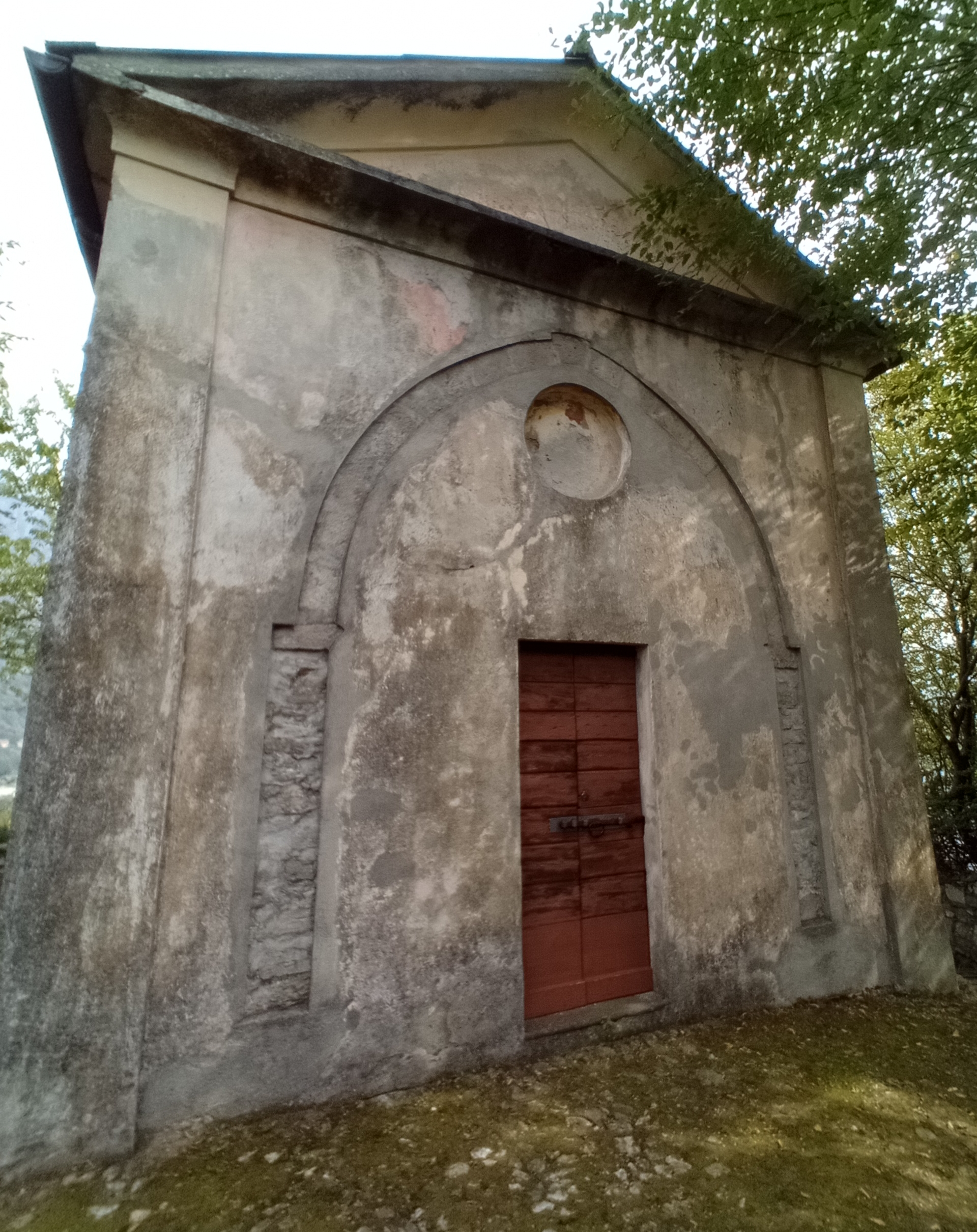
Oratorio dell'Addolorata

### Architetture religiose

#### Chiesa di San Martino
La Chiesa di San Martino, attestata nella pieve di Porlezza già nel XIII secolo, venne ricostruita nel corso del Cinquecento. Elevata a sede di una parrocchia nel 1602, nel 1640 passò alle dipendenze della Pieve di San Mamete . Nello corso del XVII secolo, la chiesa fu soggetta a un intervento di ristrutturazione. In precedenza, fino al 1532, la chiesa aveva fatto parte del castello che proteggeva l'omonimo abitato valsoldese. Nel corso dei secoli, la chiesa cambiò più volte denominazione, divenendo dapprima nota anche come "Chiesa di Santa Croce" e, infine, come "Parrocchiale dell'Annunciata".
All'interno, la chiesa conserva affreschi del presbiterio con Storie di Cristo, della Vergine e di San Martino, eseguiti dai fratelli Pozzi. Nella volta, affrescata da Paolo Pagani nel biennio 1696-1697, sono rappresentate la Predicazione di San Giovanni Battista, la Condanna a morte delle Sante Apollonia, Caterina d'Alessandria e Lucia, Le tre Sante ascendono al cielo, l'Assunzione della Vergine Maria, Sibille e Profeti; Soldati, angeli, figure a monocromo e quadrature. Allo stesso autore si deve l'affresco di un Giudizio universale.

#### Oratorio della Madonna Addolorata
Nella parte più alta di castello sorge l'oratorio dedicato alla Madonna Addolorata, rimaneggiamento di quella che un tempo costituiva la cappella del castello.

### Architetture civili

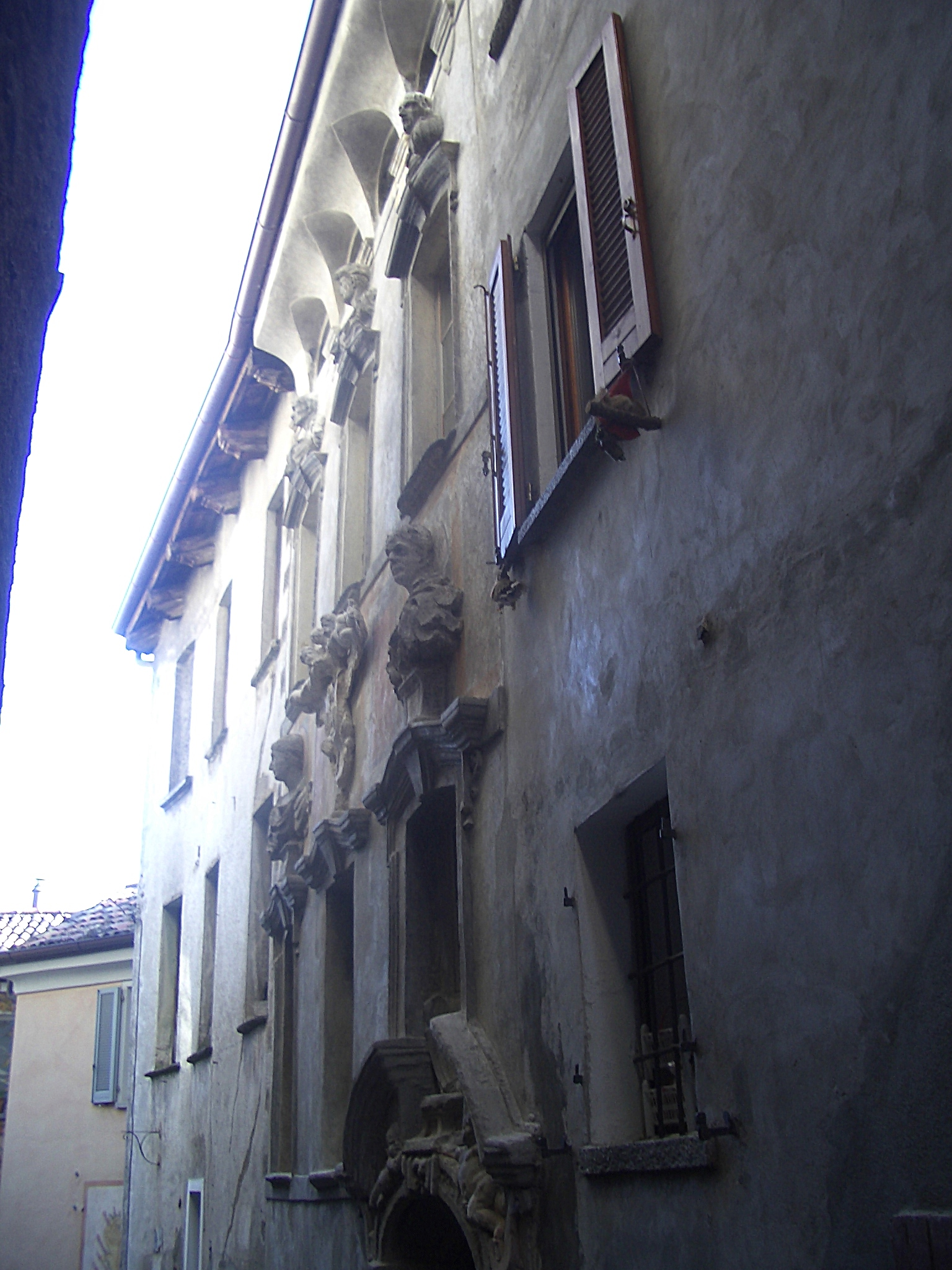
Casa Pagani

#### Casa Pagani
Il settecentesco palazzo ex Municipio di Castello, menzionato come "palazzetto dello zio Maironi" in Piccolo mondo antico, fu la casa natale di Paolo Pagani. A quest'ultimo si deve la ristrutturazione del palazzo secondo le forme attuali. 
Passato nelle mani del comune di Valsolda, nel 2008 è stato adibito a museo.

#### Altro
- Resti delle porte della cinta muraria dell'antico borgo fortificato.[2] Del castello valsoldese restano oggi solo alcune tracce, all'interno di un condominio[13].
- Lo stemma dei Pagani (un'aquila che sormonta una testa di moro posta in cima a un castello) si ritrova dipinto o scolpito in molti angoli del borgo.[5]

## Cultura

### Musei

#### Museo di Casa Pagani
Il Museo di Casa Pagani ospita una pinacoteca e un centro di documentazione dedicato agli artisti valsoldesi.
Al primo piano sono esposte sei tele di Paolo Pagani, tra le quali due che raffigurano rispettivamente il Sacrificio di Isacco e Dio Padre benedicente e due bambini che si scambiano un pane (rappresentazione allegorica dell'eucaristia). Esse costituiscono una testimonianza significativa della produzione dell'artista, le cui opere si trovano tra l'altro nei Musei di Dresda, Venezia, Liechtenstein, Vienna, San Pietroburgo e Cracovia.
Al secondo piano trova posto una sala incentrata sugli architetti e su altri artisti partiti dalla Valsolda alla volta del resto d'Europa: a partire dagli Affaitati di Albogasio, passando per gli esponenti delle famiglie Merlini, Ceroni e Lezzeni, fino a giungere a Pellegrino Tibaldi.
L'ultimo piano ospita una collezione di arte contemporanea.